# Pierpaolo Frattini

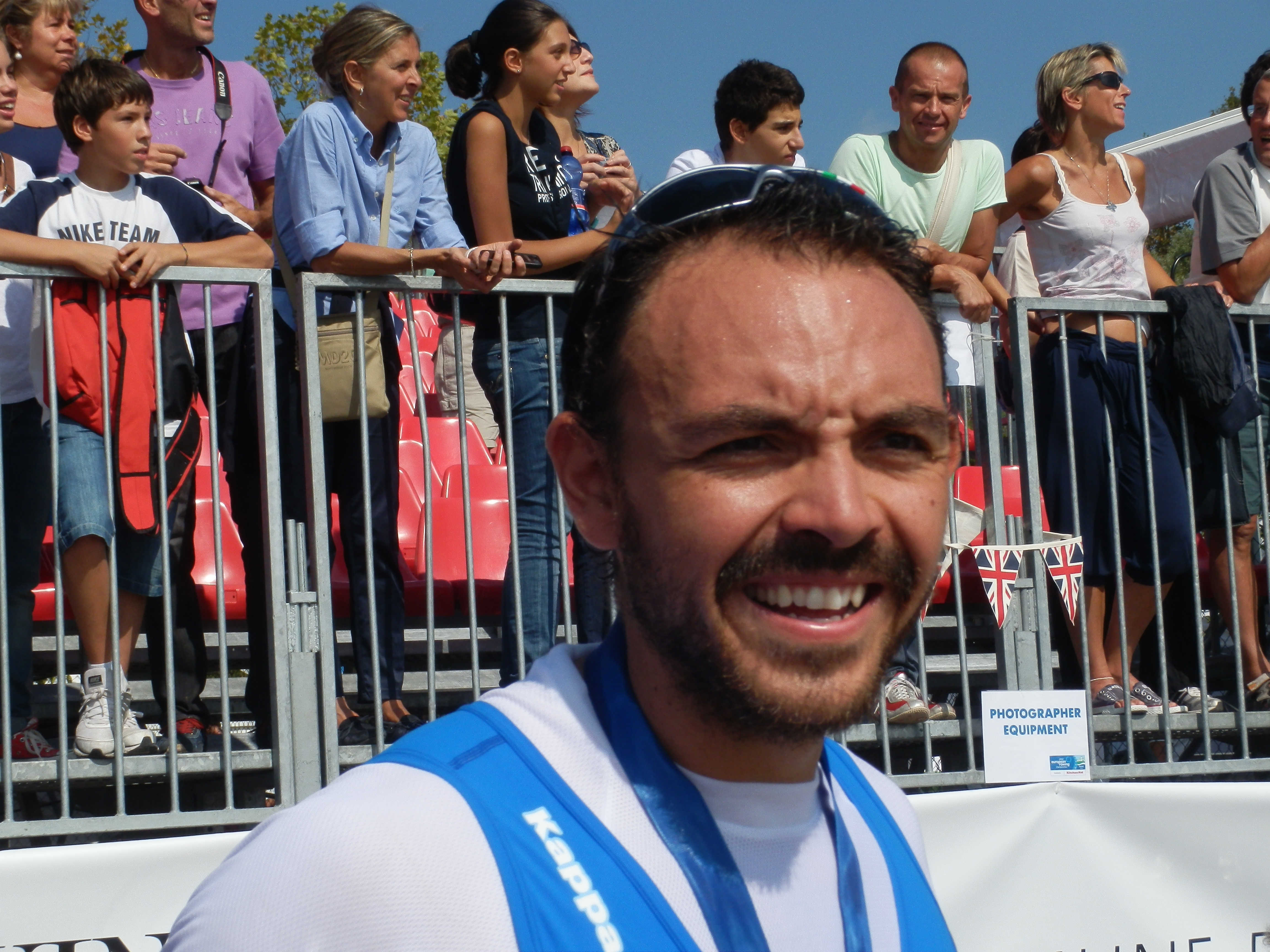
Pierpaolo Frattini bei den Europameisterschaften 2012 in seiner Heimatstadt Varese

Pierpaolo Frattini (* 23. Februar 1984 in Varese) ist ein italienischer Ruderer. Er gewann 2011 den Weltmeistertitel im Zweier mit Steuermann.

## Karriere
Frattini begann 1999 mit dem Rudersport. Bei den Junioren-Weltmeisterschaften 2000 belegte er mit dem italienischen Vierer mit Steuermann den vierten Platz, im Jahr 2001 folgte der dritte Platz, 2002 gewann der italienische Vierer. 2003 erreichte Frattini mit dem italienischen Achter sein erstes Weltcupfinale, als er in Luzern auf den sechsten Platz fuhr. 2004 belegte der italienische Achter mit Frattini den dritten Platz in Luzern; bei den Olympischen Spielen 2004 in Athen verpasste der italienische Achter das A-Finale und belegte den siebten Platz.
2005 gewann der italienische Achter beim Weltcup in München und belegte bei den andern beiden Weltcupregatten den zweiten Platz, bei den Ruder-Weltmeisterschaften 2005 im japanischen Gifu gewann das Boot die Silbermedaille hinter den US-Ruderern. 2006 folgte einer eher durchwachsenen Weltcupsaison die Bronzemedaille im italienischen Achter bei den U23-Weltmeisterschaften. Anschließend konnte er erneut die Silbermedaille bei den Weltmeisterschaften in Eton gewinnen; zwar lagen die Italiener vor dem US-Achter, aber es gewann der Deutschland-Achter. Nach zwei Jahren ohne Endlaufteilnahme im Weltcup siegte der italienische Achter 2009 beim Weltcup in Banyoles. Der italienische Achter erreichte Platz 6 bei den Ruder-Weltmeisterschaften 2009 und den fünften Rang bei den Ruder-Europameisterschaften 2009. Nach einer erneut eher schwachen Saison des Achters trat Frattini bei den Ruder-Weltmeisterschaften 2010 in Neuseeland mit Paolo Perino und Steuermann Andrea Lenzi im Zweier mit Steuermann an und gewann die Silbermedaille hinter dem britischen Zweier. Im Weltcup 2011 startete Frattini im Doppelzweier und im Doppelvierer, bei den Ruder-Weltmeisterschaften 2011 in Bled trat er aber mit Vincenzo Capelli und Steuermann Niccolo Fanchi wieder im gesteuerten Zweier an und gewann den Weltmeistertitel vor den Booten aus Australien und aus Kanada. Bei den Ruder-Europameisterschaften 2011 trat Frattini im Doppelvierer an und belegte den vierten Platz.
Da der Zweier mit Steuermann keine olympische Bootsklasse mehr ist, versuchte sich Frattini 2012 wieder im Doppelzweier und Doppelvierer. Nach einem dritten Platz im Doppelvierer beim Weltcupabschluss in München startete er auch bei den Olympischen Spielen in London im Doppelvierer, dort erreichte das italienische Boot aber nur den elften Platz. Zum Ausklang der Saison trat Frattini bei den Ruder-Europameisterschaften 2012 im Achter an und belegte den zweiten Platz. 2013 belegte Frattini mit dem italienischen Achter den achten Platz bei den Weltmeisterschaften in Chungju. Nach dem neunten Platz für den italienischen Achter bei den Weltmeisterschaften 2014 erreichte das Boot den sechsten Platz bei den Weltmeisterschaften 2015. Bei den Olympischen Spielen 2016 belegte der italienische Achter den siebten Platz.